# Església parroquial de Sant Bernat (Montant)
L'Església parroquial de Sant Bernat Abat de Montant, a la comarca de l'Alt Millars, és un lloc de culte, catalogat com a Bé de Rellevància Local segons la Disposició Addicional Cinquena de la Llei 5/2007, de 9 de febrer, de la Generalitat, de modificació de la Llei 4/1998, d'11 de juny, del Patrimoni Cultural Valencià (DOCV Núm. 5.449 / 13/02/2007), amb codi identificatiu: 12.08.078-003.

## Història
L'església parroquial se situa en una lloma separada de la resta del nucli poblacional de Montant per un barranc, l'anomenat “Barranco del Pinar”. En època de dominació musulmana, se sap que es va construir en una de les llomes de Montant un castell, però de manera que quedés protegit dels forts vents del nord que poden sofrir-se durant l'hivern. A partir d'aquesta construcció es va estendre el nucli urbà amb l'edificació de cases més cap a l'altiplà, i entre aquestes construccions es va haver d'erigir una mesquita per al culte dels habitants de la zona. En 1609 l'expulsió dels moriscs deixa la zona gairebé despoblada i entre els edificis que es poden reutilitzar per part dels repobladors de Montant, es troba la mesquita que es va utilitzar com a fonamentació per a la construcció de la nova església parroquial que es va dedicar a sant Bernat Abat, i que va ser construïda entre 1730 i 1735, seguint els cànons del barroc.

## Descripció
L'església presenta planta d'una sola nau, però amb capelles laterals, façana churrigueresca i decoració interior amb talla barroca entre les quals destaca l'altar major d'altura regular, conservant com a tresor destacable una creu processional datada del segle xviii, així com una relíquia de sant Bernat. També pot destacar-se l'arxiu parroquial que es conserva des de 1939, així com l'existència d'inventari de tots els béns mobles que posseeix, igual que un arxiu fotogràfic actualitzat.
Pertany l'arxiprestat de Sant Antoni Abat de la Diòcesi de Sogorb-Castelló.